# نیکولا اوگرودنیکووا
نیکولا اوگرودنیکووا (چکی: Nikola Ogrodníková؛ زادهٔ ۱۸ اوت ۱۹۹۰) پرتاب‌گر نیزه زن اهل جمهوری چک است.